# Таємниця предків
Таємниця предків — радянський художній фільм 1972 року, знятий на кіностудії «Таджикфільм».

## Сюжет
1920-ті роки. Користуючись тим, що в Якутії ще не прийшла Радянська влада, купці поставили місцевих жителів в повну залежність від своєї волі. Купець Опарін перестав міняти порох і продукти на хутра, він хотів дізнатися, де знаходиться золотоносний струмок. Але вождь племені Седюк не порушив закон предків і не розкрив таємницю Золотого струмка.

## У ролях
- Дмитро Ходулов — Седюк
- Антанас Габренас — Гнат Галактіонович Опарін
- Наталія Кирюшкина — Арапас
- Анатолій Васильєв  — Уйбанча
- Спартак Федотов — Байбал
- Тетяна Конюхова — Любов Ігорівна
- Георгій Склянський — Максим Сергійович, лікар
- Віктор Філіппов — Євстигней
- Бакен Кидикєєва — Мекке
- Лі Ен Су — епізод
- Олександр Мовчан — Петро Опарін
- Володимир Фоменко — епізод
- Володимир Мазур — епізод
- Валі Джураєв — епізод
- Володимир Барботько — епізод

## Знімальна група
- Режисер — Марат Аріпов
- Сценаристи — Валентин Максименков, Лев Габишев, Мухіддін Ходжаєв
- Оператор — Олександр Панасюк
- Композитор — Едуард Хагагортян
- Художник — Володимир Артиков